# Biagio Coppa
Biagio Coppa (16 maart 1965) is een Italiaanse jazzsaxofonist en -componist.

## Biografie
Biagio Coppa hield zich sinds 1996 bezig met jazz en geïmproviseerde muziek op basis van Afro-Amerikaanse speelvormen, o.a. met de M-Base-muziek, vooral die van Steve Coleman  en met Ornette Colemans Harmolodic-concept. Sinds 1997 is hij artistiek leider van de Flight Band, een van algemeen nut zijnde, muziekpedagogische organisatie. Met de Flight Band ontstond samen met Claudio Fasoli het album Driving Out: Birth of the Cool. In 2005 nam hij zijn debuutalbum Anastomosi op, waaraan Ralph Alessi, Matt Mitchell, Drew Gress en Shane Endsley meewerkten. Met Nate Wooley, Cory Smythe, Trevor Dunn en Tyshawn Sorey ontstond in 2009 zijn album Antagonisti Androgeni.

## Discografie
- 2006: Ralph Alessi / Biagio Coppa / Matt Mitchell / Drew Gress / Shane Endesley: Anastomosi (Abeat Records)
- 2010: Flight Band/Biagio Coppa: Mingus Uni & Versus (Philology) Bigband
- 2010: C.O.D. Trio: Odd Original Songs (Silta, met Gabriele Orsi, Francesco Di Lenge)
- 2011: Monk's Mind (Music Center) met Gabriele Orsi, John Patitucci, Francesco Di Lenge
- 2014: 23:54 Get Moving (NFR) met Aruán Ortiz en Rob Garcia